# Fabricación de circuitos integrados

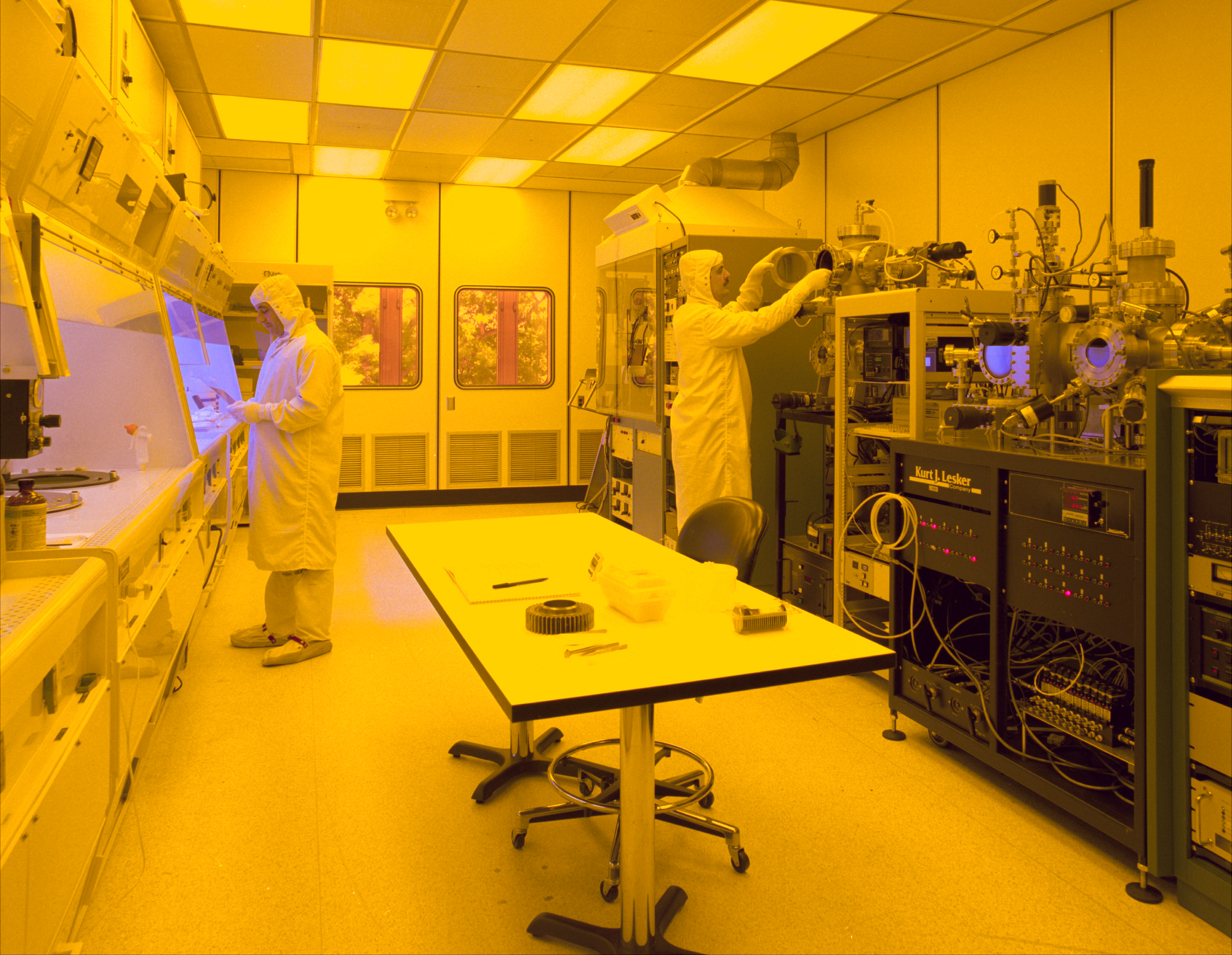
Sala blanca de la NASA.

La fabricación de circuitos integrados es el proceso mediante el cual se crean circuitos integrados, presentes hoy día en todos los dispositivos electrónicos. Es un proceso complejo y en el que intervienen numerosas etapas de fotolitografía y procesado químico, durante las cuales los circuitos se generan sobre una oblea hecha de materiales puramente semiconductores. Para ello se emplea mayoritariamente el silicio, aunque también se usan semiconductores compuestos para aplicaciones específicas, como el arseniuro de galio.
Los dispositivos integrados pueden ser tanto analógicos como digitales.

## Tecnología de Fabricación
La fabricación de integrados a gran escala sigue, en la actualidad un procedimiento VLSI (Very Large Scale Integration, Integración en escala muy grande, por sus siglas en inglés) partiendo del Silicio como materia prima. Desarrollos recientes en tecnologías de aleación de Silicio-Germanio (SiGe) y silicio, sometido a esfuerzo, refuerzan aún más la posición de los procesos de fabricación que se basan en este elemento en la industria microelectrónica en los años venideros.
El silicio puede ser refinado por medio de técnicas bien establecidas de purificación y crecimiento de cristales. Este elemento químico también exhibe propiedades físicas apropiadas para la fabricación de dispositivos activos con buenas características eléctricas, además es fácil de oxidar para formar un excelente aislante como el dióxido de silicio (SiO2). Este óxido es útil para construir condensadores y dispositivos MOSFET. También sirve como barrera de protección contra la difusión de impurezas indeseables hacia el mineral adyacente de silicio de alta pureza. Esta propiedad de protección del óxido de silicio permite que sus propiedades eléctricas sean fáciles de modificar en áreas predefinidas. Por consiguiente, se pueden construir elementos activos y pasivos en la misma pieza material (o sustrato). Entonces los componentes pueden interconectarse con capas de metal (similares a las que se utilizan en las tarjetas de circuito impreso) para formar el llamado circuito integrado monolítico, que es en esencia una pieza única de metal.

## Pasos Generales de Fabricación de un Circuito Integrado formado por Silicio como componente activo
Los pasos de fabricación básica se pueden realizar muchas veces, en diferentes combinaciones y en diferentes condiciones de procedimiento durante un turno de fabricación completo.

### Preparación de la oblea
El material inicial para los circuitos integrados modernos es el silicio de muy alta pureza, donde adquiere la forma de un cilindro sólido de color gris acero

### Oxidación
Se refiere al proceso químico de reacción del silicio con el oxígeno para formar Dióxido de Silicio (SiO2). Para acelerar dicha reacción se necesitan de hornos ultralimpios especiales de alta temperatura. El Oxígeno que se utiliza en la reacción se introduce como un gas de alta pureza (proceso de “oxidación seca”) o como vapor (“oxidación húmeda”). La Oxidación húmeda tiene una mayor tasa de crecimiento, aunque la oxidación seca produce mejores características eléctricas. Su constante dieléctrica es 3.9 y se le puede utilizar para fabricar excelentes condensadores. El Dióxido de Silicio es una película delgada, transparente y su superficie es altamente reflejante. Si se ilumina con luz blanca una oblea oxidada la interferencia constructiva y destructiva hará que ciertos colores se reflejen y con base en el color de la superficie de la oblea se puede deducir el espesor de la capa de Óxido.

### Difusión
Es el proceso mediante el cual los átomos se mueven de una región de alta concentración a una de baja a través del cristal semiconductor. En el proceso de manufactura la difusión es un método mediante el cual se introducen átomos de impurezas en el Silicio para cambiar su resistividad; por lo tanto, para acelerar el proceso de difusión de impurezas se realiza a altas temperaturas (1000 a 1200 °C), esto para obtener el perfil de dopaje deseado. Las impurezas más comunes utilizadas como contaminantes son el Boro (tipo p), el Fósforo (tipo n) y el Arsénico (tipo n). Si la concentración de la impureza es excesivamente fuerte, la capa difundida también puede utilizarse como conductor.

### Implantación de iones
Es otro método que se utiliza para introducir átomos de impurezas en el cristal semiconductor. Un implantador de iones produce iones del contaminante deseado, los acelera mediante un campo eléctrico y les permite chocar contra la superficie del semiconductor. La cantidad de iones que se implantan puede controlarse al variar la corriente del haz (flujo de iones). Este proceso se utiliza normalmente cuando el control preciso del perfil del dopaje es esencial para la operación del dispositivo.

### Deposición por medio de vapor químico
Es un proceso mediante el cual gases o vapores se hacen reaccionar químicamente, lo cual conduce a la formación de sólidos en un sustrato. Las propiedades de la capa de óxido que se deposita por medio de vapor químico no son tan buenas como las de un óxido térmicamente formado, pero es suficiente para que actúe como aislante térmico. La ventaja de una capa depositada por vapor químico es que el óxido se deposita con rapidez y a una baja temperatura (menos de 500 °C).

### Metalización
Su propósito es interconectar los diversos componentes (transistores, condensadores, etc.) para formar el circuito integrado que se desea, implica la deposición inicial de un metal sobre la superficie del Silicio. El espesor de la película del metal puede ser controlado por la duración de la deposición electrónica, que normalmente es de 1 a 2 minutos.

### Fotolitografía
Esta técnica es utilizada para definir la geometría de la superficie de los diversos componentes de un circuito integrado. Para lograr la fotolitografía, primeramente se debe recubrir la oblea con una capa fotosensible llamada sustancia fotoendurecible que utiliza una técnica llamada “de giro”; después de esto se utilizará una placa fotográfica con patrones dibujados para exponer de forma selectiva la capa fotosensible a la iluminación ultravioleta. Las áreas opuestas se ablandarán y podrán ser removidas con un químico, y de esta manera, producir con precisión geometrías de superficies muy finas. La capa fotosensible puede utilizarse para proteger por debajo los materiales contra el ataque químico en húmedo o contra el ataque químico de iones reactivos. Este requerimiento impone restricciones mecánicas y ópticas muy críticas en el equipo de fotolitografía.

### Empacado

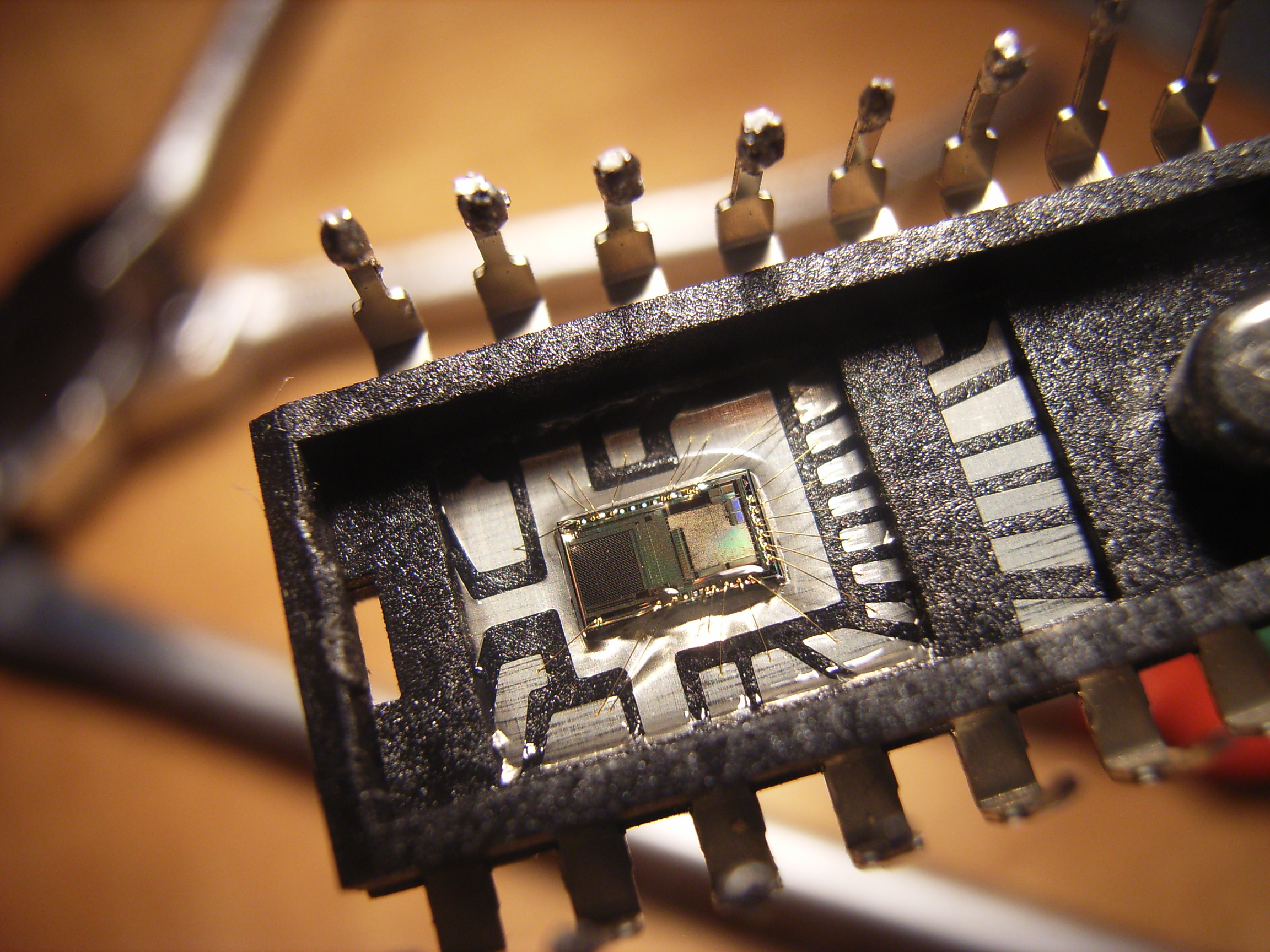
Foto de un circuito integrado por dentro.

Una oblea de Silicio puede contener varios cientos de circuitos o chips terminados, cada chip puede contener de 10 o más transistores en un área rectangular, típicamente entre 1 mm y 10 mm por lado. Después de haber probado los circuitos eléctricamente se separan unos de otros (rebanándolos) y los buenos (“pastillas”) se montan en cápsulas (“soportes”).
Normalmente se utilizan alambres de oro para conectar las terminales del paquete al patrón de metalización en la pastilla; por último, se sella el paquete con plástico o resina epóxica al vacío o en una atmósfera inerte.

## Componentes Electrónicos más usados en el diseño de circuitos

### MOSFET
Se prefiere el MOSFET canal n al MOSFET canal p. La movilidad de la superficie de electrones del dispositivo de canal n es de dos a cuatro veces más alta a la de los huecos. Este transistor ofrece una corriente más alta y una resistencia baja; así como una transconductancia más alta.
Su diseño se caracteriza por su voltaje de umbral y sus tamaños de dispositivos, en general, los MOSFET (tipo n o p) se diseñan para que tengan voltajes de umbral de magnitud similar para un proceso particular; por lo tanto, los circuitos MOSFET son mucho más flexibles en su diseño.

### Resistencias
Las regiones de distinta difusión tienen diferente resistencia. El pozo se suele utilizar para resistencias de valor medio, mientras que las difusiones n+ y p+ son útiles para resistencias de valor bajo. Cuando se diseña un valor real de una resistencia se hace a través del cambio de la longitud y el ancho de las regiones difundidas.  Todas las resistencias difundidas están autoaisladas por las uniones pn polarizadas a la inversa. Sin embargo una desventaja es que están acompañadas por una sustancial capacitancia parásita de unión que los hace no muy útiles en el uso de frecuencias altas. Además, es posible que exista una variación en el valor real de la resistencia cuando se aumenta el voltaje debido a un efecto llamado JFET. Para obtener un valor más exacto, se recomienda que se fabrique con una capa de polisilicio que se coloca encima del grueso campo de Óxido.

### Capacitores
Existen 2 tipos de estructura de condensador en los procesos CMOS, condensadores MOS y de interpolador. La capacitación de compuerta MOS es básicamente la capacitación de compuerta a fuente de un MOSFET, la cual depende del área de dicha compuerta; este condensador exhibe una gran dependencia del voltaje, para eliminar este problema, se requiere un implante n+ adicional para formar la placa inferior de los condensadores. Estos dos condensadores MOS están físicamente en contacto con el sustrato, lo que produce una gran capacitación parásita en la unión pn en la placa inferior.
El condensador interpoli exhibe características casi ideales pero a expensas de incluir una segunda capa de polisilicio en el proceso CMOS, donde los efectos parásitos se mantienen al mínimo.
Para los 2 tipos de condensadores anteriormente indicados (interpoli y MOS), los valores de capacitancia pueden controlarse hasta un margen de error de 1%. Esta propiedad es extremadamente útil para diseñar circuitos CMOS analógicos de precisión. 

### Transistor pnp lateral
Cuando se utilizan este tipo de dispositivos electrónico, el pozo n sirve como región de base n con difusiones p+ como emisor y colector. La separación de entre las dos difusiones determina el ancho de la base. Como el perfil de dopaje no está perfeccionado para las uniones base-colector, y como el ancho de la base está limitado por la resolución de fotolitográfica mínima, el desempeño de este dispositivo no es muy bueno.

### Resistores de base p y de base estrecha
La difusión en la base p se puede utilizar para formar un resistor de base p directo. Como la región de la base es, por lo general, de un nivel de dopaje relativamente bajo y con una profundidad de unión moderada, es adecuada para resistores de valor medio. Si se requiere un resistor de valor grande, se puede utilizar el de base estrecha; ya que exhiben malos coeficientes de tolerancia y temperatura pero una coincidencia relativamente buena.

## Procesos que pueden intervenir en la fabricación de circuitos integrados
- Crecimiento epitaxial
- Oxidación en semiconductores
- Implantación iónica
- Nanotecnología
- Mecánica